# 跨大气层轨道
跨大气层轨道（TAO）是围绕天体的轨道，其轨道的近地点与該天體的大气层相交。跨大气层地球轨道通常使用国际航空聯盟（FAI）定义的 100 公里（62 英里）高的卡门线来区分跨大气层地球轨道和低地球轨道，但也可以使用美国定义的 50 英里（80 公里）线等高度。此轨道会受到很大的大气阻力，如果不加以控制，会导致轨道快速衰减。
许多人造卫星已被送入跨大气层地球轨道，通常是由于运载火箭发生故障導致。此类卫星包括EOS 02和AzaadiSAT，由于SSLV火箭上级故障，它们被部署到76 公里 x 356 公里（47 英里 x 221 英里）的跨大气层轨道。跨大气层轨道的实际应用有限，因为放入此轨道的物体会快速发生轨道衰减。其中一個应用此軌道的例子為测试IXV航天飞机重返大氣層時的性能。它被发射到76 公里 x 416 公里（47 英里 x 258 英里）的跨大气层轨道。
火箭實驗室推出高超音速亞軌道試驗電子號(HASTE)，能夠發射實驗品至跨大氣層軌道，用作測試不同的衛星性能。
SpaceX星艦的前六次綜合飛行均計劃使用亞軌道，第六次綜合飛行使用跨大氣層軌道，讓箭體能夠在不進行動力反推下重返大氣層。